# Factors de coagulació
Els factors de coagulació són totes aquelles proteïnes originals de la sang que participen i formen part de l' coàgul sanguini. Són tretze els factors de coagulació, nomenats amb nombres romans, tots ells necessiten de cofactors d'activació com el calci, fosfolípids.

## Funció
Són essencials perquè es produeixi la coagulació, i la seva absència pot donar lloc a trastorns hemorràgics greus. Es destaquen:
- El factor VIII : La seva absència produeix hemofília A.
- El factor IX : La seva absència provoca hemofília B.
- El factor XI : La seva absència provoca hemofília C.

També hi ha altres factors de coagulació, com el fibrinogen; seva explicació abasta el mecanisme d'activació plaquetària: les cèl·lules subendoteliales (fibroblasts) presenten el Factor Tissular, a el qual se li va a unir el Factor VII, junts, activen a el factor X, amb la qual cosa es generarà una petita quantitat de trombina, ja que el factor X curta a la protrombina originant trombina. Aquesta quantitat inicial de trombina serà molt important, ja que serà útil per activar a altres factors: a el factor VIII (a la membrana de les plaquetes ja actives), a el factor V (també en la membrana de les plaquetes actives).

## Factors de coagulació
Els factors de la coagulació s'enumeren amb nombres romans (encara que el VI no existeix) i són:
| factor | Característiques                                                                                             |
| ------ | --- |
| I      | Fibrinogen, proteïna soluble del plasma                                                                      |
| II     | Protrombina, està enganxada a la membrana plaquetària (substàncies adsorbides)                               |
| III    | Factor tissular, s'allibera de l'endoteli vascular a causa d'una lesió                                       |
| IV     | Calci |
| V      | Proacelerina, (factor làbil) enganxada a la membrana plaquetària                                             |
| VII    | Proconvertina (Factor estable)                                                                               |
| VIII   | Factor antihemofílic A, està enganxat a la membrana plaquetària                                              |
| IX     | Factor Christmas o beta adrenèrgic (també anomenat antihemofílic B), està enganxat a la membrana plaquetària |
| X      | Factor de Stuart-Prower, està enganxat a la membrana plaquetària                                             |
| XI     | Factor antihemofílic C                                                                                       |
| XII    | Factor de Hageman                                                                                            |
| XIII   | Factor estabilitzant de la fibrina                                                                           |
| XIV    | Proteïna C o antitrombina II-A, dependent de la vitamina K                                                   |